# Malzdarre (Eulenturm)
Die Malzdarre, umgangssprachlich auch Eulenturm genannt, ist der letzte erhaltene Wehrturm an der ehemaligen Stadtmauer von Horn in der Gemeinde Horn-Bad Meinberg in  Nordrhein-Westfalen. Er seit dem 4. Juli 1985 in der Denkmalliste der Stadt Horn-Bad Meinberg eingetragen.

## Geschichte

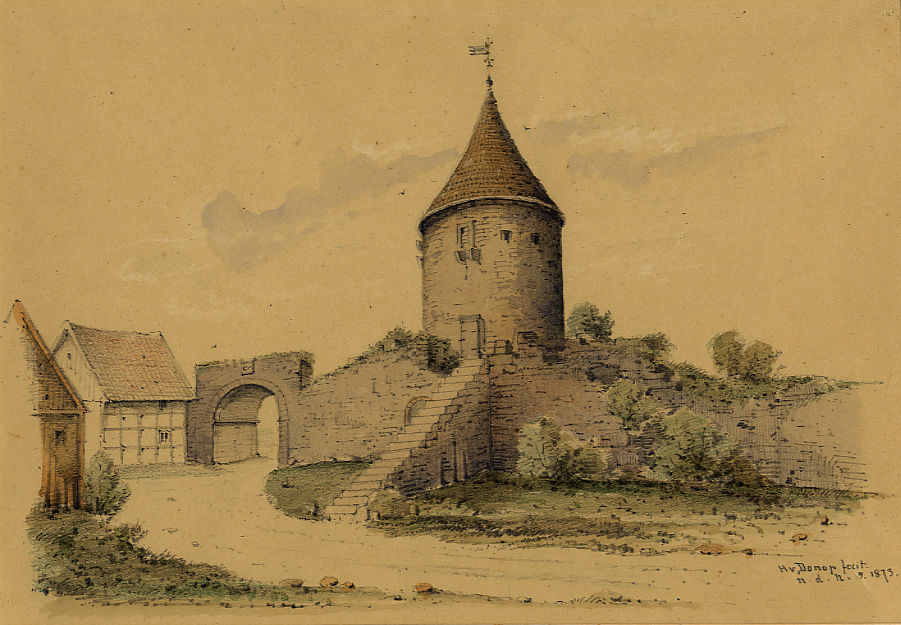
Die Malzdarre auf einer Zeichnung von Hugo von Donop (1873)

Während die Stadtmauern bereits im 14. Jahrhundert urkundliche Erwähnung fanden, wurden die vier bis sieben Wehrtürme erst zu einer späteren Zeit errichtet.
Die Malzdarre entstand um das Jahr 1500 am südlichen Teil der Stadtmauer. Das Neue Tor neben dem Turm wurde erst 1628 geöffnet. Vormals wurde ein Turm zwischen Oberem Tor (im Westen) und Neuem Tor als Eulenturm oder auch Schätzstall bzw. Schützenstall bezeichnet, dieser Turm wurde nach dem Stadtbrand 1864 abgebaut.
Im 18. und 19. Jahrhundert nutzte das Hornsche Braueramt die Malzdarre.

## Architektur
Der dreigeschossige Turm hat einen Durchmesser von 8,50 m und eine Höhe von 17,50 m. Die Mauerstärke beträgt zwischen 1,80 m (zur Stadt) und 2,50 m.
Ursprünglich erfolgte der Zugang über eine Treppe an der Stadtmauer im ersten Obergeschoss, bei Umbauarbeiten nach 1864 wurde der Zugang in das Erdgeschoss verlegt.
Dabei ist über der Eingangstür ein Stein aus dem abgebrannten Rathaus eingesetzt worden, der das Wappen der Stadt Horn, des Grafen Simon VI. und seiner zweiten Gemahlin Elisabeth von Schaumburg sowie die Jahreszahl 1592 trägt.
Öffnungen im zweiten Obergeschoss dienten als Schießscharten und Ausgucke.